# The Eternal City
The Eternal City es una película dramática muda estadounidense de 1915 dirigida por Hugh Ford y Edwin S. Porter, producida por Adolph Zukor . La película está protagonizada por Pauline Frederick en su papel debut cinematográfico, La producción se basa en la novela de 1901 y la obra de Broadway de 1902 del mismo nombre de Hall Caine protagonizada por Viola Allen y Frederic De Belleville. Gran parte de la película se rodó en locaciones de Inglaterra e Italia antes de ser interrumpida por el comienzo de la Gran Guerra. La película se estrenó a través de la agencia de contratación de películas Select especialmente creada para la Famous Players Film Company.
The Eternal City actualmente se considera perdida. tuvo un remake en1923, dirigida por George Fitzmaurice y protagonizada por Barbara La Marr, Bert Lytell y Lionel Barrymore.

## Trama
La esposa de Leone, miembro de la Guardia Papal, creyéndose abandonada, deja a su pequeño hijo David con las Hermanas de la Caridad y se suicida. El pequeño David es criado por las hermanas y entregado a un Padrone, quien lo lleva a Londres y lo maltrata. David se hace amigo del Dr. Roselli, un exiliado político, y se convierte en el compañero de juegos de Roma, la hija del médico. Asume el nombre de Rosa. Años más tarde, Roma se convierte en la pupila del barón Bonelli y se supone que se convirtió en su amante. David es un agitador socialista y es particularmente apasionado en denunciar al barón, quien también es el primer ministro de Italia. El barón hace arreglos para que maten a David, pero Roma lo salva. Más tarde es inducida a traicionarlo mediante falsas promesas de clemencia para su marido. David cree que Roma lo ha traicionado intencionalmente. Mata al barón y Roma asume la culpa del crimen. David se hace amigo del Papa, descubre que él es su padre y, a través de la influencia del Papa, Roma es liberada y reunida con su esposo.

## Reparto
- Pauline Frederick - Donna Roma
- Thomas Holding - David Rossi
- Gatitos Reichert - Little Roma
- Arthur Oppenheim - El pequeño David
- George Stillwell - Leona
- Della Bella - esposa de Leone
- Frank Losee - Barón Bonelli
- Fuller Mellish - Papa Pío XI
- J. Jiquel Lanoe - Charles Minghelli
- George Majeroni - Dra. Roselli
- John Clulow-Bruno Rocco
- Amelia rosa - elena rocco
- Freddie Verdi - Joseph Rocco
- Lottie Alter - Princesa Bellini
- Lawrence Grant - embajador inglés
- Macy Harlan - Miembro de la Embajada
- Walter Craven - Miembro de la Embajada
- F.Gaillard - El panadero
- Mary Lander - La esposa del panadero
- Robert Vivian - Padre Pifferi
- Herbert Huben - Padrón
- William Lloyd-Feliz
- J. Albert Hall - Fiscal

## Producción
La película se rodó en locaciones de Londres y en el Foro Romano, el Coliseo y los jardines del Vaticano en Roma, Italia. La producción fue interrumpida por la Primera Guerra Mundial y el resto de la película se rodó en la ciudad de Nueva York.
El presupuesto de $ 100,000 fue el más costoso que intentó Famous Players. Según Adolf Zukor, Edwin S. Porter alcanzó un nuevo nivel con su trabajo de cámara. Una larga escena mostraba a Thomas Holding como David Rossi, suplicando a Fuller Mellish como Papa durante un paseo por los jardines del Vaticano. Desafortunadamente Holding agarró el brazo de Mellish. Después de que la compañía regresó, se enteraron de que a nadie se le permitía tocar al Papa de esa manera. Era posible que los católicos se ofendieran. Hall Caine había sido un adversario de la Iglesia Católica, lo que complicó aún más el asunto. La película estaba en problemas. Una prohibición por parte de la iglesia católica corría el riesgo de dejar a Famous Players fuera del negocio. Se cortó la mayor parte posible de la escena ofensiva, pero algunos tuvieron que quedarse. La única otra opción era posponer el lanzamiento y enviar a la compañía de regreso a Roma. En ese momento, se habían hecho extensos planes de distribución. Zukor llamó al obispo, más tarde cardenal Hayes y explicó su error inocente. Hayes se mostró comprensivo y se estrenó la película. Posteriormente, Zukor y Hayes se hicieron buenos amigos, discutiendo a menudo las implicaciones morales y religiosas de la película.

## Lanzamiento
The Eternal City tuvo su primera presentación en el teatro Lyceum el 27 de diciembre de 1914 y se presentó en el Lyceum. La película no se estrenó en el programa de Paramount Film Corporation como era habitual. Famous Players creó Select Booking Agency para distribuir inicialmente The Eternal City y otros largometrajes prestigiosos antes de pasar a manos de Paramount.
Hall Caine envió un cable a los productores después de asistir al estreno británico en el Marble Arch Pavilion para felicitarlos. “Sigue mi historia con una exactitud que es notable. Las imágenes de La Ciudad Eterna transmiten la idea e infunden la atmósfera que me esforcé por impartir al libro. Estoy encantado con la película y sólo espero que quienes la vean en el cine disfruten tanto como yo”. La película fue relanzada en 1918 como parte de la "Serie de éxito" de Paramount.
La Junta Canadiense de Censores prohibió la película en la provincia de Quebec con el argumento de que la historia de David Leone, el hijo expósito del papa Pío XI, resultaría ofensiva para la mayoría de los católicos.

## Recepción
Cuando la película se estrenó en el Teatro Astor de Nueva York el 12 de abril de 1915, se proclamó que era una de las películas más importantes producidas en los Estados Unidos.
Kinematograph Weekly dijo en parte: “Felicitamos a Famous Players Film Company por el éxito completo y señalado de su esfuerzo en todos los sentidos, ya que la producción se destaca como una de las mejores que se ha presentado para la aprobación del público. Es un verdadero clásico en la producción de imágenes, y las palabras son inadecuadas para expresar a fondo nuestra total y enfática admiración por el tema, que estamos convencidos de que tendrá una acogida tan calurosa por parte del público como la que ha tenido cualquier otro tema anterior”. The Bioscope escribió: "Gracias a sus creadores, The Eternal City es una producción planeada y ejecutada a gran escala. En la novela del Sr. Caine, los productores tenían una historia que brindaba el máximo alcance para la exhibición espectacular y la ornamentación escénica. Decidieron sacar lo mejor de su material".